# Evippomma
Genre
Evippomma est un genre d'araignées aranéomorphes de la famille des Lycosidae.

## Distribution
Les espèces de ce genre se rencontrent en Afrique et en Asie du Sud.

## Liste des espèces
Selon World Spider Catalog (version 24.5, 20/11/2023) :
- Evippomma albomarginatum Alderweireldt, 1992
- Evippomma evippinum (Simon, 1897)
- Evippomma plumipes (Lessert, 1936)
- Evippomma rechenbergi Bayer, Foelix & Alderweireldt, 2017
- Evippomma simoni Alderweireldt, 1992
- Evippomma squamulatum (Simon, 1898)

## Systématique et taxinomie
Ce genre a été décrit par Roewer en 1959 dans les Lycosidae.

## Publication originale
- Roewer, 1959 : Araneae Lycosaeformia II (Lycosidae). Exploration du Parc National de l'Upemba Mission G.F. de Witte, vol. 55, p. 1-518.